# Montoedo
Montoedo (llamada oficialmente Santa Mariña de Montoedo) es una parroquia y una aldea del municipio español de La Teijeira, en la provincia de Orense, Galicia.

## Toponimia
La parroquia también es conocida por el nombre de Santa Marina de Montoedo.

## Organización territorial
La parroquia está formada por tres entidades de población:
- Giras (Xirás)
- Montoedo
- Piedra del Sol	(Pedra do Sol)

## Demografía

### Parroquia
| Gráfica de evolución demográfica de Montoedo (parroquia) entre 2000 y 2023 |
|                                                                            |
| Datos según el nomenclátor publicado por el INE.                           |

### Aldea
| Gráfica de evolución demográfica de Montoedo (aldea) entre 2000 y 2023 |
|                                                                        |
| Datos según el nomenclátor publicado por el INE.                       |